# Октябрьское (Ставропольский край)
Октя́брьское — село в Ипатовском районе (городском округе) Ставропольского края Российской Федерации.

## Варианты названия
- Кубурла,
- Ново Предтеча,
- Предтеча,
- Предтеченское,
- Книгино,
- Книгинское[2].

## География
Расстояние до краевого центра: 93 км. Расстояние до районного центра: 12 км.

## История
Село Кубурла основано в 1860 году при речке Кубурли. Его основание связано с указом Николая I от 30 декабря 1846 года о заселении дорог.
Упоминание территории, на которой в будущем расположилось село, можно обнаружить ещё в 1769 году.
В книге «Кавказская война» В. Потто есть описание военных действий на Северном Кавказе[страница не указана 2942 дня]:

Война началась весною 1769 года нападением кубанских черкесов и татар на наших калмыков. Слух о том, что большая часть калмыцкого войска ушла на Дунай, так соблазнительно подействовал на горцев, что они решились воспользоваться случаем и напасть на их улусы. Но, между тем как крымские султаны Максют и Араслан Гиреи вели шесть тысяч отборных всадников к нашим пределам, калмыцкий хан Убаша, со всею своею двадцатитысячною конницею, стоял уже на берегах Калауса и зорко следил за противником. Бой произошёл 29 апреля. Небольшого роста, черномазые, безобразные, но ловкие, «как черти», калмыки превосходили своею воинственностью все азиатские народы и представляли собою противников опасных и грозных…

Само собою, разумеется, что бой при таких условиях должен был скоро решиться. Черкесы дали тыл и калмыки насели на них, как дикие звери: они их рубили, резали, загоняли в болота, топили в Калаусе. Все пять знамён, множество оружия и панцирей, пять тысяч лошадей, обозы и вьюки — всё это осталось в руках победителей. Пленных взято было не много, не многие же успели бежать, а всё остальное пало на поле сражения. На самом месте побоища Убаша велел тогда же насыпать курган и назвал его «Курганом победы», а на той стороне Калауса, где кончилась битва — другой курган, который был назван им «Курганом пиршества». Оба эти кургана — памятники битвы — существуют в ставропольских степях и поныне.
С 1935 года по 29 ноября 1957 года село называлось Книгино (в честь советского военачальника Василия Ивановича Книги). 29 ноября 1957 года переименовано в Октябрьское, а сельсовет в Октябрьский.
До 1 мая 2017 года село было административным центром упразднённого Октябрьского сельсовета.

## Население
| 1897  | 1908  | 1939  | 1989  | 2002  | 2010  | 2014  |
| ----- | ----- | ----- | ----- | ----- | ----- | ----- |
| 4850  | ↗5949 | ↘5630 | ↘3337 | ↗3471 | ↗3511 | ↗3600 |
| 2021  | 2023  |       |       |       |       |       |
| ↘3003 | ↗3296 |       |       |       |       |       |

По данным переписи 2002 года, 95 % населения — русские.

## Инфраструктура
- Центр культуры и досуга. Открыт 13 ноября	1971 года как Дом культуры[15]
- Железнодорожная станция Эген
- На южной окраине села расположено общественное открытое кладбище площадью 41 тыс. м²[16]

## Образование
- Детский сад № 19 «Солнышко»
- Средняя общеобразовательная школа № 3

## Спорт
- Мотобольная команда «Спутник» — участница чемпионата России[17]

## Памятники
- Братская могила трёх советских воинов, погибших в борьбе с фашистами. 1942—1943, 1961 года[18]